# Rubus babingtonianus
Espèce
Rubus babingtonianus est une espèce de plantes à fleurs de la famille des rosacées du genre Rubus, du sous-genre rubus et de la section corylifolii.

## Description
Rubus babingtonianus a des turions à port semi-rampant, glabres, pruineux, de couleur brune ou rouge et comporte de fin aiguillions de la même couleur que ces turions. Il comporte des feuilles pédalées (qui qualifie une feuille à plusieurs segments, le médian étant libre et les latéraux s'insérant chacun sur celui qui le précède) de trois à cinq folioles. Le foliole terminal est vert pâle, il est couvert d'une couche de poils, fins sur sa partie supérieure et très denses sur sa partie inférieure.
Les fleurs sont roses ou presque blanches. Les pétales sont ovales à presque ronds avec les bords irrégulièrement découpés. La floraison a lieu en juillet, août. De petits fruits noir bleuté apparaissent de mi-août a septembre.

## Habitat et répartition
Cette ronce s'est naturalisée en forêt, dans les haies, sur sols rocheux et argileux. Elle est présente en Angleterre.